# L'Armée rouge est la plus forte

L'armée rouge est la plus forte est le titre adapté en français d'un chant de l'Armée rouge datant de la guerre civile russe.
Officiellement Белая армия, чёрный барон, littéralement Armée blanche, baron noir, il fut composé en 1920 par Samuel Pokrass (ru) avec des paroles du poète Pavel Gorinstein (ru) (1895-1961) connu sous le nom de plume de Pavel Grigoriev.
Les termes faisant référence pour les armées blanches à la nature des troupes (le blanc étant la couleur traditionnelle de la royauté — le tsarisme en l'occurrence — affrontant les armées rouges — couleur du socialisme), le Baron Noir correspondant à Piotr Nikolaïevitch Wrangel général à la tête des armées blanches dans le Sud en 1920.
À l'origine ce chant était beaucoup plus long et faisait référence à Léon Trotski (« Товарищ Троцкий »), alors commissaire du peuple à la Guerre. Mais avec le développement du Stalinisme et la logique d'éviction des anciens leaders bolchéviks, une telle citation devint inacceptable, et fut donc supprimée.
Durant les années 1920, ce chant sera utilisé par les communistes allemands avec les mots d'un auteur inconnu : « Weißes Gesindel und adlige Brut » (« Racaille blanche, noble crasse »). Mais l'une des adaptations les plus célèbres de cette chanson est certainement la version écrite en 1927 par Fritz Brügel, largement chantée durant la guerre civile de février 1934 contre le régime de Dollfuß en Autriche : « Wir sind die Arbeiter von Wien » (« Nous sommes les ouvriers de Vienne ») aussi connue sous le nom de « Wir sind das Bauvolk der kommenden Welt  » (« Nous sommes le peuple qui construit le monde qui vient »).
La chanson existe aussi dans une version corse : "Borgu". Elle prend alors la forme d'un chant relatant de la bataille de Borgo, victoire des armées de Pascal Paoli.